# Justine Vanhaevermaet
Justine Monique Vanhaevermaet (* 29. April 1992) ist eine belgische Fußballnationalspielerin. Sie spielt seit 2023 beim FC Everton in England.

## Karriere

### Vereine
Vanhaevermaet begann bei den Sinaai Girls von Waasland-Beveren und spielte ab 2012 zunächst für den RSC Anderlecht und dann für den Lierse SK in der gemeinsamen belgisch-niederländischen BeNe League. Nach einer kurzen Verweildauer beim Bundesligisten SC Sand wechselte sie 2019 zum norwegischen Erstligisten Røa IL und 2020 zum Ligakonkurrenten Lillestrøm SK Kvinner. Mit Lillestrøm war sie für das Sechzehntelfinale der UEFA Women’s Champions League 2020/21 qualifiziert. Nach einem 2:0-Sieg über den belarussischen Meister FK Minsk, zu dem sie das zweite Tor beisteuerte, konnten sie sich eine 0:1-Niederlage im Heimspiel erlauben, um das Achtelfinale zu erreichen, das im März 2021 stattfand. Nach zwei 0:2-Niederlagen gegen den VfL Wolfsburg schieden sie aus. Anfang August 2021 wechselte sie zum englischen Erstligisten FC Reading.
Im August 2023 erhielt sie einen Zweijahresvertrag beim FC Everton.

### Nationalmannschaft
Vanhaevermaet nahm im April 2008 an der zweiten Qualifikationsrunde zur ersten U-17-Fußball-Europameisterschaft der Frauen 2008 teil. Beim Turnier in Tschechien erreichten sie im ersten Spiel gegen die Niederlande ein 1:1, verloren dann aber zweimal mit 1:3 gegen England und die Gastgeberinnen. Damit schieden sie als Gruppenletzte aus. Immerhin gelang ihr gegen England ihr erstes Länderspieltor. Im Oktober unternahmen sie einen neuen Anlauf und hatten in der ersten Runde Heimrecht. Sie konnten diesen nutzen und mit zwei Siegen und einem Remis die zweite Runde erreichen. Auch in der zweiten Qualifikationsrunde zur U-17-EM 2009 im April 2009 hatten sie Heimrecht. Die Belgierinnen konnten den Heimvorteil nicht nutzen und verpassten als Gruppenletzte die Endrunde.
Im September 2009 nahm sie mit der U-19 in Ungarn an der ersten Qualifikationsrunde zur U-19-EM 2010 teil. Mit einem 10:0-Sieg gegen Armenien, wozu sie ihre ersten drei U-19-Tore beisteuerte, und einem 4:2-Sieg gegen Lettland, bei dem sie das erste und letzte Tore erzielte, sowie einem torlosen Remis gegen die Gastgeberinnen konnten sie sich als Gruppensiegerinnen für die zweite Runde qualifizieren.
Beim Turnier Ende März/Anfang April 2010 konnten sie zwar zwei Spiele gewinnen, wobei ihr der 2:1-Siegtreffer gegen die Ukraine gelang. Durch eine 0:5-Niederlage gegen Italien verpassten sie aber die Endrunde. Beim nächsten Anlauf im September 2010 brauchten sie nur zwei Siege gegen Estland und Litauen, da die Aserbaidschanerinnen kurz vor dem Turnier zurückzogen, um die zweite Runde zu erreichen. Ende März/Anfang April 2011 konnten sie sich dann mit zwei Remis gegen Serbien und Finnland sowie einem Sieg gegen Gastgeber Russland für die Endrunde qualifizieren. Beim Turnier Ende Mai/Anfang Juni 2011 verloren sie dann aber alle drei Gruppenspiele, womit ihre Zeit in den U-Mannschaften endete.
26 Monate später wurde sie am 14. August 2013 bei einem Freundschaftsspiel gegen Österreich zu erstmals in der belgischen A-Nationalmannschaft eingewechselt. Auch bei ihrem zweiten Einsatz, beim Zypern-Cup 2015 im März 2015 wurde sie gegen Südafrika eingewechselt. Am 19. Januar 2017 spielte sie dann bei ihrem sechsten Länderspiel erstmals über 90 Minuten. Gegner beim 2:1-Sieg war aber die französische U-23-Mannschaft. Beim Zypern-Cup 2017 hatte sie zwei Einsätze. Für die EM 2017, das erste große Fußballturnier für die Belgierinnen, wurde nicht nominiert. Erst beim Zypern-Cup 2018 wurde sie wieder zweimal eingesetzt. Mit Beginn der Qualifikation für die EM 2022 im September 2019 wurde sie dann Stammspielerin. Sie kam in allen acht Spielen zum Einsatz, erzielte am 18. September 2020 beim 6:1-Sieg gegen Rumänien ihr erstes Tor für die A-Nationalmannschaft und konnte sich mit ihrer Mannschaft im letzten Spiel durch einen 4:0-Sieg gegen die Schweiz erneut für die EM-Endrunde qualifizieren.
In den ersten acht Spielen der Qualifikation für die WM 2023 wurde sie siebenmal eingesetzt und erzielte drei Tore.
Bei der EM-Endrunde stand sie in den vier Spielen ihrer Mannschaft in der Startelf, die mit einer 0:1-Niederlage gegen Schweden im Viertelfinale endete. Im ersten Gruppenspiel gegen Island konnte sie das Tor zum 1:1-Endstand per Strafstoß erzielen.
Nach der EM kam sie in den beiden letzten Gruppen-Spielen der Qualifikation für die WM 2023 zum Einsatz und qualifizierte sich mit ihrer Mannschaft für die Play-offs der Gruppenzweiten. Sie scheiterte mit ihrer Mannschaft aber in der ersten Play-off-Runde durch eine 1:2-Niederlage gegen Portugal.
Da erstmals das Abschneiden bei der WM für die europäischen Teams nicht entscheidend für die Qualifikation zu den Olympischen Spielen 2024 war, hatten die Belgierinnen noch die Chance sich über die UEFA Women’s Nations League 2023/24 für die Spiele in Paris zu qualifizieren. Die Belgierinnen konnten zwar das erste Spiel daheim gegen Ex-Europameister Niederlande und später auch das Heimspiel gegen Europameister England gewinnen, gegen Schottland gab es aber nur Remis und die Auswärtsspiele gegen die Niederlande und England wurden verloren. Damit verpassten sie als Gruppendritte nicht nur das Final Four Turnier, bei dem um zwei Olympiatickets gespielt wurde, sondern mussten auch in die Relegation. Hier setzten sie sich aber mit zwei 5:1-Siegen gegen Ungarn durch, so dass sie in Liga A bleiben. Justine kam in den acht Spielen zum Einsatz und erzielte ein Tor im ersten Play-off-Spiel.
In der für die Belgierinnen letztlich doch erfolgreich verlaufenen Qualifikation für die EM 2025 kam sie in den sechs Gruppenspielen und den vier Play-off-Spielen zum Einsatz. Auch in der laufenden UEFA Women’s Nations League 2025 wurde sie immer eingesetzt und erzielte ein Tor beim 3:2-Sieg gegen England.
Am 11. Juni wurde sie für den EM-Kader nominiert. Sie kam in den drei Gruppenspielen zum Einsatz, schied mit der Mannschaft aber als Gruppendritte nach der Vorrunde aus. Bei der 2:6-Niederlage gegen Weltmeister Spanien im zweiten Gruppenspiel erzielte sie das Tor zum zwischenzeitlichen 1:1-Ausgleich.

## Erfolge
- Belgische Meisterschaft 2017/18
- Belgische Pokalsiegerin 2010/11, 2012/13, 2014/15